# Mezzago
Mezzago är en ort och kommun i provinsen Monza e Brianza i regionen Lombardiet i Italien. Kommunen hade 4 499 invånare (2018).